# Eleições presidenciais portuguesas de 1919
As sextas eleições presidenciais portuguesas tiveram lugar a 6 de Agosto de 1919, decorrendo em sessão do Congresso da República presidida por António Xavier Correia Barreto. A eleição realizou-se para o quatriénio de 1919-1923, o único mandato cumprido por inteiro por um Presidente durante a Primeira República.
Nos termos da Constituição Política da República Portuguesa de 1911 que então vigorava, o Presidente da República era eleito através de sufrágio indireto, requerendo pelo menos dois terços dos votos das duas Câmaras (Deputados e Senado) do Congresso da República reunidas em sessão conjunta.
Como nenhum dos votados tivesse obtido a maioria de dois terços, procedeu-se, por duas vezes, a novo escrutínio, tendo sido eleito ao terceiro escrutínio António José de Almeida, contra o segundo candidato mais votado, Manuel Teixeira Gomes. O Presidente da Republica eleito toma posse em 5 de Outubro de 1919, em sessão solene preparada para a ocasião.

## Resultados
| Candidato       | Candidato                    | Partido               | 1ª Volta | 1ª Volta        | 2ª Volta | 2ª Volta        | 3ª Volta | 3ª Volta        |
| Candidato       | Candidato                    | Partido               | Votos    | %               | Votos    | %               | Votos    | %               |
| --------------- | ---------------------------- | --------------------- | -------- | --------------- | -------- | --------------- | -------- | --------------- |
|                 | António José de Almeida      | Partido Evolucionista | 87       | 48,07 / 100,00  | 93       | 51,96 / 100,00  | 123      | 73,65 / 100,00  |
|                 | Manuel Teixeira Gomes        | Partido Democrático   | 82       | 45,30 / 100,00  | 83       | 46,37 / 100,00  | 31       | 18,56 / 100,00  |
|                 | Afonso Costa                 | Partido Democrático   | 3        | 1,66 / 100,00   |          |                 |          |                 |
|                 | Francisco de Azevedo e Silva | Partido Democrático   | 1        | 0,55 / 100,00   |          |                 |          |                 |
|                 | Duarte Leite                 | Partido Unionista     | 1        | 0,55 / 100,00   |          |                 |          |                 |
|                 | Sebastião de Magalhães Lima  | Partido Democrático   | 1        | 0,55 / 100,00   |          |                 |          |                 |
|                 | António Correia Barreto      | Partido Democrático   | 1        | 0,55 / 100,00   |          |                 |          |                 |
| Votos Inválidos | Votos Inválidos              | Votos Inválidos       | 5        | 2,76 / 100,00   | 3(a)     | 1,68 / 100,00   | 13       | 7,78 / 100,00   |
| Total           | Total                        | Total                 | 181      | 100,00 / 100,00 | 179      | 100,00 / 100,00 | 167      | 100,00 / 100,00 |

Arquivo Histórico Parlamentar
Notas:
↑(a)  No voto nulo que deu entrada na urna vinha inscrito o nome "António Teixeira Gomes".